# Modesty Blaise
Modesty Blaise är en seriefigur i en brittisk tecknad serie med samma namn, skapad 1963 av Peter O'Donnell (manus) och Jim Holdaway (teckningar). Holdaway avled 1970 och efterträddes av spanjoren Enric Badía Romero. Andra tecknare på serien har varit Neville Colvin, John M Burns, Patrick Wright och Dick Giordano.
Förutom de tecknade serierna skrev O'Donnell också elva romaner och två novellsamlingar om Modesty Blaise. 1966 gjordes en film om Modesty Blaise, med Monica Vitti i huvudrollen. 2004 kom filmen My name is Modesty med Quentin Tarantino som producent och Alexandra Staden i rollen som Modesty.

## Beskrivning
Modesty Blaise är en före detta gangsterdrottning som numera lever på rätt sida om lagen. Tillsammans med sin medhjälpare från förr, Willie Garvin, bekämpar hon numera brott som hon antingen snubblar på eller blir tillfrågad av sir Gerald Tarrant, chef för underrättelseväsendet, att försöka lösa.
Det första försöket att lansera Modesty Blaise i Sverige var med serietidningen Agent Modesty Blaise. Den gavs ut av Semic mellan 1967 och 1969 i fjorton nummer. Från och med nr 6 1971 har serien publicerats i serietidningen Agent X9.
Med nummer 1/2009 publicerades det sista dagstidningsäventyret med manus av O'Donnell och teckningar av Romero. Redaktionen för Agent X9 försökte få till stånd en licensproduktion men O'Donnell sade nej till det. Redaktionen tog fram ett specialtecknat äventyr, De mörka änglarna efter ett oanvänt manus av O'Donnell och med teckningar av Romero, därefter började man om med tidigare publicerade äventyr. Sedan nr 7/2009 repriseras Modesty från start med ny översättning av Sara Carlsson, med ny layout och nyskannade original.

## Ramberättelse
Hennes barndom och ungdom beskrivs som återblickar i en del äventyr. En något utförligare tillbakablick visas i serieäventyret In the Beginning, Början på historien som skrevs efter det åttonde äventyret inför den internationella lanseringen.

### Barndom
År 1945 rymmer en föräldralös flicka från ett flyktingläger i Grekland. Hon minns inget från tiden före flyktinglägret. Efter flykten vandrar hon omkring i efterkrigstidens Nordafrika, Mellanöstern och Sydeuropa. Hon lär sig ta hand om sig själv den hårda vägen. Vid 12 års ålder räddar hon en ungrare vid namn Lob från ett rånförsök i ett annat flyktingläger i Iran. Hon inser att han inte kommer klara sig själv, men anser sig kunna ta hand om honom. Han är filosofiprofessor och talar fem språk. Det är han som ger henne namnet Modesty, ungefär blygsam, just för att hon inte är det. Han ger henne också en ordentlig klassisk utbildning och när hon läser sagorna om Kung Artur tar hon sig efternamnet Blaise efter trollkarlen Merlins läromästare. De vandrar omkring i fyra år. Under sina vandringar träffar hon andra intressanta människor som fattar tycke för henne och utbildar henne på sina specialkunskaper, till exempel den 150-åriga indiska gurun Sivaji som lär henne yoga och självkontroll och kambodjanen Saragam som är expert på närstrid.

### Ungdom
När Modesty Blaise är 17 år dör hennes vän och läromästare Lob och Modesty börjar jobba för gangstersyndikatet The Network, nätverket, i Tanger. Hon stiger snabbt i graderna och två år senare blir hon framgångsrik ledare för syndikatet. The Network sysslar med all verksamhet inom ramen för transnationell brottslighet utom prostitution och droger. Under sin tid i The Network konfronterar hon inte konkurrerade ligor om det kan undvikas, men när konfrontation uppstår och särskilt gällande frågor om prostitution och droger lägger hon däremot inte fingrarna emellan. I Saigon träffar hon engelsmannen Willie Garvin, som för tillfället är en halvt alkoholiserad professionell thaiboxare. Hon inser att han är en oslipad diamant och tar honom under sitt beskydd. Han blir snart hennes lojalaste vän och närmaste man och är med i samtliga äventyr. Trots att han har stort kvinnotycke och Modesty Blaise har lika stort manstycke är det mycket tydligt att deras vänskap är lika platonisk som den är djup. Willie Garvin går också i lära hos flera av Modesty Blaises läromästare och är sedan tidigare skicklig med kastvapen. Willie Garvin är den ende som kallar henne, och som får kalla henne, prinsessan. Andra medlemmar i The Network kallar henne mam'selle.

### Äventyren
Efter ett antal år, när Modesty är i 20–25 års ålder bestämmer hon sig för att dra sig tillbaka och bosätter sig i en lyxvåning i London. Willie Garvin köper en pub, The Treadmill, norr om London där han skaffar träningslokal och mekanisk och högteknologisk verkstad. De före detta medlemmarna belönas frikostigt och dyker ofta upp i framtida äventyr. Inte sällan som respekterade medborgare med laglig verksamhet inom deras respektive specialistområden som brottslingar, men också som egna gängledare till kriminella ligor, fortfarande lojala till Modesty Blaise och hennes ideal.
Äventyret inleds med att Modesty Blaise och Willie Garvin är ganska trötta på sitt stillsamma liv när de blir kallade av chefen för brittiska underrättelsetjänsten Secret Service. De går dit med viss nervositet men en äventyrslysten nyfikenhet. Chefen heter Sir Gerald Tarrant och han presenterar en dossier med bevis för The Networks och Modesty Blaises kriminella verksamhet. Bevisen kan ge Modesty Blaise ett långt fängelsestraff, eller med hennes gåvor, åtminstone göra henne till en jagad kvinna. Avsikten är till synes att pressa Modesty Blaise till att hjälpa Secret Service och nationen. Sir Gerald väljer dock att elda upp bevisen och vinner på så sätt hennes förtroende och ett behov att återgälda tjänsten. Även om det finns en baktanke är det också tydligt att han har imponerats av hennes framfart och vill vara hennes vän.
Modesty Blaise åtar sig fallet och senare löser hon även andra fall åt Secret Service. Andra äventyr grundar sig på slumpen, hon befinner sig i närheten när någon oskyldig kommer kläm eller så ber någon annan vän henne om hjälp. I ytterligare en variant så misstänker före detta konkurrenter att hon inte alls pensionerat sig utan väljer att försöka göra sig av med henne eller Willie Garvin för att ohindrat kunna sätta sina planer i verket.

### Lista på äventyr
- 1963 - La Machine, svensk titel Mordligan
- 1963 - The Long Lever, svensk titel Den försvunne vetenskapsmannen eller Den försvunne forskaren
- 1964 - The Gabriel Set–Up, svensk titel Dödens väntrum,  Gabriel eller Fallet Gabriel
- 1964 - Mister Sun, svensk titel Mister Sun eller Fallet Mister Sun
- 1964 - The Mind of Mrs. Drake, svensk titel Psykospionen eller Lockbetet
- 1965 - Uncle Happy, svensk titel Uncle Happy, Våldets triumf eller Farbror Happy
- 1965 - Top Traitor, svensk titel Högförräderi eller Förrädaren
- 1966 - The Vikings, svensk titel Vikingarna eller Vikingaligan
- 1966 - In the Beginning, svensk titel Början på historien eller In the beginning
- 1966 - The Head Girls, svensk titel Spionskolan eller Sekreterarskolan
- 1966 - The Black Pearl, svensk titel Uppdrag i Himalaya eller Den svarta pärlan
- 1967 - The Magnified Man, svensk titel Järngiganten eller Multimannen, Den förstorade mannen , Järngiganterna eller Jättemannen
- 1967 - The Jericho Caper, svensk titel Förbrytarstaten eller Caglia – förbrytarstaten
- 1968 - Bad Suki, svensk titel Den djävulska lasten eller Ond Suki
- 1968 - The Galley Slaves, svensk titel Galärslavarna
- 1968 - The Killing Ground, svensk titel i stridens hetta eller Jaktmarken
- 1968 - The Red Gryphon, svensk titel Skatten i Venedig eller Den röda gripen
- 1969 - The Hell Makers, svensk titel Willie i helvetet,  Besök i helvetet eller Helvetesmakarna
- 1969 - Take–Over, svensk titel Döden i drömfabriken eller Operation Take-over
- 1970 - The War–Lords of Phoenix, svensk titel Krigsherrarna eller Samurajerna från Fenix
- 1970 - Willie the Djinn, svensk titel Haremsupproret eller Anden i flaskan
- 1970 - The Green-Eyed Monster, svensk titel Det grönögda monstret
- 1971 - Death of a Jester, svensk titel En gycklares död eller En narrs död
- 1971 - The Stone Age Caper, svensk titel Döden i öknen eller Tillbaka till stenåldern
- 1971 - The Puppet Masters, svensk titel En diabolisk hämnd eller Hämnaren
- 1972 - With Love from Rufus, svensk titel Den grymma verkligheten eller Blommor från Rufus
- 1972 - The Bluebeard Affair, svensk titel Blåskägg och hans döttrar
- 1973 - The Gallows Bird, svensk titel Galgfåglarna eller Galgfågeln
- 1973 - The Wicked Gnomes, svensk titel Spionfällan eller Utväxlingen
- 1973 - The Iron God, svensk titel Järnguden
- 1974 - Take Me to Your Leader, svensk titel Hotet från det okända eller Väktarnas återkomst
- 1974 - Highland Witch, svensk titel Häxan
- 1974 - Cry Wolf, svensk titel Uppdrag i Lappland
- 1975 - The Reluctant Chaperon, svensk titel Farligt sällskap
- 1975 - The Greenwood Maid, svensk titel Miss Robin Hood eller I Robin Hoods fotspår
- 1976 - Those About to Die, svensk titel De försvunn kämparna eller Gladiatorerna
- 1976 - The Inca Trail, svensk titel Trubbel i San Lucero eller Inkavägen
- 1976 - The Vanishing Dollybirds, svensk titel Slavhandlarna
- 1977 - The Junk Men, svensk titel Heroinligan
- 1977 - Death Trap, svensk titel Dödsfällan
- 1978 - Idaho George, svensk titel Idaho George eller Idaho George – Storsvindlaren
- 1978 - The Golden Frog, svensk titel Den gyllene grodan
- 1978 - Yellowstone Booty, svensk titel Indianguldet
- 1979 - Green Cobra, svensk titel Den gröna kobran
- 1979 - Eve and Adam, svensk titel Adam och Eva eller Operation Adam och Eva
- 1980 - Brethren of Blaise, svensk titel Den hemligaa sekten eller Merlins återkomst
- 1980 - Dossier on Pluto, svensk titel Operation Pluto
- 1980 - The Lady Killers, svensk titel Ladykillers
- 1980 - Garvin's Travels, svensk titel Garvins resor
- 1981 - The Scarlet Maiden, svensk titel Piratens skatt eller Sjörövarskatten
- 1981 - The Moonman, svensk titel Månmannen
- 1982 - A Few Flowers for the Colonel, svensk titel El Toro – banditen eller Några blommor till Översten
- 1982 - The Balloonatic, svensk titel Terroristernas borg eller Terroristerna
- 1983 - Death in Slow Motion, svensk titel Öknens fångar
- 1983 - The Alternative Man, svensk titel Spindeln i nätet eller Färjkarlen
- 1983 - Sweet Caroline, svensk titel Sweet Caroline
- 1984 - The Return of the Mammoth, svensk titel Operation Mammut eller Mammutens återkomst
- 1984 - Plato's Republic, svensk titel Klostrets fångar eller Platos republik
- 1985 - The Sword of the Bruce, svensk titel Med döden i hälarna eller Det skotska kungasvärdet
- 1985 - The Wild Boar, svensk titel Vildsvinet
- 1985 - Kali's Disciples, svensk titel Stryparsekten eller Kalis lärjungar
- 1986 - The Double Agent, svensk titel Dubbelagenten
- 1986 - Butch Cassidy Rides Again, svensk titel Butch Cassidy rider igen
- 1987 - Million Dollar Game, svensk titel Den grymma jakten
- 1987 - The Vampire of Malvescu, svensk titel Vampyren på Malvescu
- 1987 - Samantha and the Cherub, svensk titel Samantha och kidnapparna
- 1988 - Milord, svensk titel De djävulska eller Milord
- 1988 - Live Bait, svensk titel Levande lockbete eller Lockbetet
- 1989 - The Girl from the Future, svensk titel Flickan från framtiden
- 1989 - The Big Mole, svensk titel Mullvaden
- 1989 - Lady in the Dark, svensk titel Strid i mörker
- 1990 - Fiona, svensk titel Fiona eller Ormgudinnans offer
- 1990 - Walkabout, svensk titel Maffiateamet eller Walkabout
- 1991 - The Girl in the Iron Mask, svensk titel Den grymma leken eller Flickan i järnmasken
- 1991 - The Young Mistress, svensk titel Mannen med piskan eller Den unga mästarinnan
- 1992 - Ivory Dancer, svensk titel Hästtjuvarna eller Ivory Dancer
- 1992 - Our Friend Maude, svensk titel Den motvillige mördaren eller Vår vän Maude
- 1992 - A Present for the Princess, svensk titel En present till prinsessan
- 1993 - Black Queen's Pawn, svensk titel Drottningens pant
- 1993 - The Grim Joker, svensk titel Den skrattande mördaren eller Dödens gycklare
- 1994 - Guido the Jinx, svensk titel Guido – olycksfågeln eller Farlig filminspelning
- 1994 - Modesty Blaise, svensk titel Återkomsten, Gabriel är ingen ängel samt Diamanter och död
- 1994 - The Killing Distance, svensk titel Tid att dö
- 1994 - The Aristo, svensk titel Aristo – piraten
- 1995 - Ripper Jax, svensk titel Ripper Jax
- 1995 - The Maori Contract, svensk titel Dödligt arv eller Dödligt kontrakt
- 1996 - Honeygun, svensk titel Honeygun
- 1996 - Durango, svensk titel Durango
- 1997 - The Murder Frame, svensk titel Mordfällan
- 1997 - Fraser's Story, svensk titel Frasers story
- 1997 - Tribute of the Pharaoh, svensk titel Faraonens tribut
- 1998 - The Special Orders, svensk titel Privattjänster
- 1998 - The Hanging Judge, svensk titel Domarens straff
- 1999 - Children of Lucifer, svensk titel Satanistsekten
- 1999 - Death Symbol, svensk titel Dödens symbol
- 1999 - The Last Aristocrat, svensk titel Den sista aristokraten
- 2000 - The Killing Game, svensk titel Dödligt villebråd
- 2000 - The Zombie, svensk titel Zombien
- 2002 - The Dark Angels, svensk titel De mörka änglarna

## Arsenal

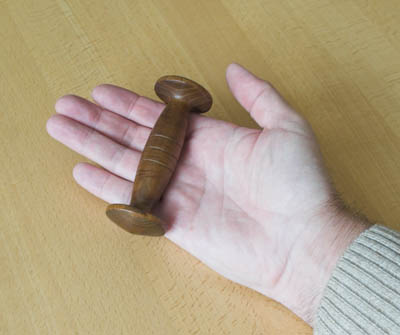
En yawara, eller "kongo" som den kallas i Modesty Blaise-äventyren

När Modesty Blaise och Willie Garvin oskadliggör sina motståndare använder de oftast icke-dödligt våld, närstridstekniker och vapen som tillfälligt sätter motståndarna ur spel. De är dock inte helt främmande för att döda sina motståndare men då alltid med berått mod, där de agerar både domare och bödel. Willie Garvin dödar endast efter godkännande från Modesty Blaise, eller i de fall han tror att motståndarna redan tagit hennes liv.
Modesty Blaise använder helst något hon kallar kongo, en yawara, som vapen. Vapnet hålls i handen och i ändarna på handtaget sitter hårda trähattar som används för att ge en hårdare träffyta och skydda handen. Beväpnar hon sig med skjutvapen är favoriten en liten kortpipig revolver. Men hon behärskar alla sorters närstridsvapen, skjutvapen och även pilbåge och armborst.
Willie Garwin föredrar kastvapen och han har också ett förflutet som knivkastare på cirkus. Vanligen använder han sig av ett antal små kastklubbor som han tillverkar själv. Han brukar även ha med sig kastknivar och väljer om han skall träffa med skaftet eller bladet. Andra kastvapen han använder är sådant han finner på plats; delar av rörsystem, stenar etc. Willie är helt okapabel till att använda skjutvapen, och det sägs ofta att "han inte skulle kunna träffa väggen på en lada om han så stod i den". Dock har han i vissa fall visat sig kunna behärska diverse k-pistar, samt Modestys revolver - andra gånger då han kommer i kontakt med skjutvapen brukar han kasta även dessa.

## Källhänvisningar
1. 1 2 3  ”Modesty Blaise - Uppslagsverk - NE.se”. www.ne.se. https://www.ne.se/uppslagsverk/encyklopedi/l%C3%A5ng/modesty-blaise. Läst 27 september 2021. [inloggning kan krävas]
2. ↑  Agent Modesty Blaise, blogg av Roger Schaeder på  (2021-09-27)
3. ↑  Modesty Blaise i Agent X9, blogg av Roger Schaeder på  (2021-09-27)
4. ↑  Agent X9, nr 1/2009, sida 38
5. ↑  Agent X9, nr 2/2009
6. ↑  ”Modesty Blaise. 1966. Directed by Joseph Losey | MoMA” (på engelska). The Museum of Modern Art. 20 januari 2017. https://www.moma.org/calendar/events/2594. Läst 14 februari 2021.
7. ↑  Agent X9, nr 10/1994, "Början på historien" s. 75-77
8. ↑  Agent X9, nr 10/1994, "Början på historien", sida 78-80
9. ↑  Agent X9, nr 10/1994, "Början på historien", s. 79